# Ambasciata d'Italia a Vienna
L'Ambasciata d'Italia a Vienna (in tedesco, Italienische Botschaft in Wien) è la missione diplomatica della Repubblica Italiana nella Repubblica d'Austria.
Ha sede a Vienna, presso il Palazzo Metternich al n° 27 di Rennweg, al terzo distretto nelle vicinanze del centro della città.

## Storia
Il palazzo in cui ha sede l'ambasciata fu abitato, all'inizio del XIX secolo, dal principe Klemens von Metternich, Cancelliere di Corte e ambasciatore austriaco a Parigi alla corte di Napoleone. Il principe visse nel palazzo dal 1809 al 1848, quando, a causa della rivoluzione scoppiata in quell'anno, dovette prendere la via dell'esilio. Al rientro dall'esilio, due anni dopo, poté, su permesso dell'imperatore Francesco Giuseppe, ritornare ad abitare nella villa dove morì nel 1859.
Dopo la morte del Metternich, la villa cadde in rovina, fino a che, nel 1908, fu comprata dallo Stato Italiano per un milione di corone austriache per farne la propria ambasciata, fino ad allora ospitata a palazzo Palffy.
Durante la prima guerra mondiale, in cui l'Italia combatté contro l'impero austro-ungarico, l'ambasciata venne chiusa, così come durante la seconda guerra mondiale, durante la quale l'ambasciata subì miracolosamente lievissimi danni, a differenza delle ambasciate sovietica e tedesca, situate a poca distanza.
Fu infine restituita definitivamente allo Stato Italiano nel 1946, a guerra finita.